# Bryocodia altina
Bryocodia altina là một loài bướm đêm trong họ Noctuidae.